# Altenberg an der Rax
Altenberg an der Rax är en ort i kommunen Neuberg an der Mürz i distriktet Bruck-Mürzzuschlag i förbundslandet Steiermark i Österrike. 
Altenberg an der Rax var tidigare en självständig kommun, men blev 1 januari 2015 en del av Neuberg an der Mürz.
Kommunen bestod av tre orter (Ortschaften) (inom parentes invånarantal 1 januari 2024):
- Altenberg (259)
- Greith (28)
- Steinalpl (5)